# Luis Fonsi
Luis Alfonso Rodríguez López-Cepero (sinh ngày 15 tháng 4 năm 1978) là một ca sĩ, nhạc sĩ và diễn viên quốc tịch Puerto Rico. Anh thường được biết đến với nghệ danh Luis Fonsi, đầu năm 2017, anh trở nên nổi tiếng toàn cầu khi phát hành ca khúc "Despacito".
Tính đến tháng 6 năm 2020, video của ca khúc đang giữ danh hiệu video có nhiều lượt xem nhất trên YouTube với hơn 6 tỷ lượt xem.

## Thời thơ ấu
Luis Fonsi sinh ra ở thủ đô San Juan, Puerto Rico. Anh là người con trai cả trong một gia đình có bốn anh chị em. Cha mẹ của nam ca sĩ là ông Alfonso Rodríguez và bà Delia "Tata" López-Cepero. Ba người em của anh lần lượt là: Jean Rodríguez (ca sĩ), Tatiana Rodríguez và Ramon do Salotti. Năm 1995, Luis theo học âm nhạc tại Đại học bang Florida, anh từng tham gia trình diễn trong dàn hợp xướng của trường, và sau này là trong dàn hợp xướng City of Birmingham Symphony Orchestra của Anh Quốc.
Một khoảng thời gian không lâu sau đó, với những kinh nghiệm và kĩ năng âm nhạc gặt hái được, anh chính thức kí hợp đồng với hãng đĩa Universal Music Latin.

## Sự nghiệp
Năm 1998, Luis phát hành album phòng thu đầu tay Comenzaré. Sản phẩm âm nhạc đạt thứ hạng 11 trên bảng xếp hạng Top Latin Albums (Top album nhạc Latin) của Billboard, các đĩa đơn trong album là "Si Tú Quisieras", "Perdóname", "Dime Como" và "Me Iré".
Năm 2002, anh là nghệ sĩ trình diễn mở màn cho chuyến lưu diễn Dream Within a Dream Tour của Britney Spears ở khu vực Hoa Kỳ và México.
Năm 2007, Luis Fonsi được chọn là một thành viên trong ban giám khảo của phiên bản mới của ban nhạc nam La-tinh Menudo. Ban nhạc mới sẽ là sự hòa trộn của nhạc thành thị, pop và rock bằng tiếng Anh và tiếng Tây Ban Nha để sản xuất các album với nhà phát hành Sony BMG Epic Records. Nhiều buổi thử giọng được tổ chức ở các thành phố như Los Angeles, Dallas, Miami, New York, và một số thành phố khác. Fonsi là một phần của cuộc thi ở Dallas khi mà cùng với người phát thanh viên radio Daniel Luna họ chọn lựa nhiều người thí sinh và trong đó, ngôi sao đang lên JC Gonzalez là 1 trong số 25 người được chọn.
Tháng 11 năm 2009, Luis Fonsi được trao giải Grammy Latin ở hạng mục "Song of the Year" (Bài hát của năm) cho ca khúc "Aquí Estoy Yo".
Tháng 1 năm 2017, nam ca sĩ phát hành đĩa đơn "Despacito" hợp tác với Daddy Yankee. Despacito nhanh chóng leo lên hạng nhất tại hầu hết các bảng xếp hạng nhạc latin của Billboard, trong khi video của ca khúc trở thành video có nhiều lượt xem nhất trên kênh YouTube. Đến tháng 4 cùng năm, Justin Bieber góp giọng trong bản remix tiếng Anh và từ đó đưa bản phối này lên vị trí đầu bảng xếp hạng Hot 100.
Vào tháng 11 năm 2017, anh đã phát hành bài hát "Échame la Culpa", với Demi Lovato, xuất hiện ở vị trí thứ ba trên bảng xếp hạng Hot Latin. Bài hát đã giành giải "Bài hát của năm" tại Giải thưởng Âm nhạc Mỹ Latinh 2018 và nhận được một đề cử cho giải bài hát latin hay nhất tại Giải thưởng Video âm nhạc của MTV. Tính đến năm 2018, bài hát đã bán được hơn 1 triệu bản trên toàn thế giới.
Vào tháng 6 năm 2018, Fonsi đã phát hành đĩa đơn "Calypso", với Stefflon Don. Bài hát đạt vị trí thứ 11 trên bảng xếp hạng Hot Latin. Vào ngày 2 tháng 11 năm 2018, anh hợp tác trong ca khúc "Baby" của Clean Bandit từ album phòng thu thứ hai của họ. Bài hát này đứng ở vị trí thứ 13 của Billboard Hot Dance / Electronic Song và ở vị trí thứ 15 của UK Singles Chart.
Vào tháng 10 năm 2018, anh hợp tác với ca sĩ người Ý Eros Ramazzotti cho bài hát "Per le strade una canzone", từ album Vita ce n'è.
Vào ngày 13 tháng 1 năm 2019, ca sĩ đã tham gia cùng với Wisin, Alejandra Guzmán và Carlos Vives với tư cách là huấn luyện viên của mùa giải La Voz đầu tiên của Tây Ban Nha bởi Telemundo.
Sau năm năm kể từ "8", vào ngày 1 tháng 2 năm 2019, album phòng thu thứ 10 của anh "Vida" đã được phát hành. Danh sách bản nhạc chứa "Despacito (Remix)", "Échame la Culpa" và "Sola". Album đứng đầu Billboard Top Latin Album và bảng xếp hạng album tiếng Tây Ban Nha, và được xếp ở vị trí thứ 18 của Billboard 200.
Năm 2019, Fonsi đã biểu diễn "Right Where I Supposed to Be" với tư cách là Bài hát chính thức của Thế vận hội Mùa hè Thế vận hội đặc biệt 2019 tại Abu Dhabi, Các Tiểu vương quốc Ả Rập Thống nhất cùng với Ryan Tedder, Avril Lavigne Hussain Al Jassmi, Assala Nasri và Tamer Oh.
Vào ngày 26 tháng 7 năm 2019, Luis Fonsi đã biểu diễn tại lễ khai mạc Thế vận hội Pan American 2019 ở Lima, Peru. Anh đã trình diễn những bài hát của mình, bao gồm cả bản hit "Despacito" trên toàn thế giới tại buổi lễ

## Đời tư
Sau ba năm chung sống, Luis và người mẫu Tây Ban Nha Águeda López đã kết hôn vào ngày 10 tháng 9 năm 2014. Hiện tại hai người đã có một con gái tên Mikaela sinh tháng 12 năm 2011 tại Miami và một con trai tên Rocco sinh ngày 20 tháng 12 năm 2016.

## Danh sách album

### Album phòng thu
- Comenzaré (1998)
- Eterno (2000)
- Amor Secreto (2002)
- Abrazar la vida (2003)
- Paso a Paso (2005)
- Palabras del Silencio (2008)
- Tierra Firme (2011)
- 8 (2014)

### Album tổng hợp
- Remixes (2001)
- Fight the Feeling (2002)
- Éxitos 98:06 (2006)
- Romances (2013)

### Đĩa DVD
- Luis Fonsi Live (2004)
- Éxitos 98:06 Los Videos (2006)

## Truyền hình và điện ảnh

### Truyền hình
- Amantes de Luna Llena (2000); Khách mời đặc biệt
- Taina (2001); Khách mời đặc biệt
- Corazones al límite (2004); Vai diễn: Roy
- Llena de amor (2010); Khách mời đặc biệt
- The Voice Chile (2015-16); Huấn luyện viên